# Grupo Jovem Pan
Grupo Jovem Pan é um conglomerado de mídia brasileiro criado a partir da criação da Rádio Panamericana, fundada em 1942 e inaugurada em 1944 pelos escritores de radionovela Julio Cosi e Oduvaldo Vianna, que posteriormente venderam a emissora para o empresário Paulo Machado de Carvalho, que integrou a emissora ao seu conjunto de rádios conhecidas como Emissoras Unidas.
A partir da década de 1960, a emissora passou a ser conhecida pelo atual nome fantasia, "Jovem Pan", e na década seguinte passou a ser administrada pelo filho de Paulo, o Antônio Augusto Amaral de Carvalho, que deu uma programação jornalística e esportiva para a emissora. A sua administração também marcou a mudança da sede da emissora para a Avenida Paulista na cidade de São Paulo, local em que está instalada até hoje.
Em junho de 2017, a Jovem Pan possuía ao todo cerca de 100 emissoras próprias e afiliadas, espalhadas por diversas localidades do território brasileiro. A programação da rede se divide em quatro veículos: a rádio Jovem Pan FM, que possui uma programação musical voltada ao público jovem; a rádio Classic Pan, que possui uma programação musical adulto-contemporâneo; a rádio Jovem Pan News, que transmite programas jornalísticos e esportivos; e o canal de televisão homônimo.

## História

### Primeiros anos
A Rádio Jovem Pan AM 620 foi inaugurada como Rádio Panamericana PRH-7, que foi constituída como empresa no dia 6 de outubro de 1942, e inaugurada mais de um ano depois, em 3 de maio de 1944, por Julio Cosi e Oduvaldo Vianna, então diretores da rádio. A sua primeira sede era localizada no primeiro andar do número 279 da Rua São Bento, região central de São Paulo. O ministério da Viação aprovou o local para a operação da rádio no ano anterior ao de sua inauguração, em 1943. Ainda em 1944, no mês de novembro, o empresário paulista Paulo Machado de Carvalho adquiriu a emissora, fazendo que com que ela passasse a integrar o seu grupo de emissoras de rádio, conhecidas como Emissoras Unidas. Antes de ser vendida para Paulo Machado de Carvalho, a Rádio Panamericana tinha sido criada originalmente para transmitir novelas, mas a partir de 1945, sob o controle de Machado, a rádio foi transformada na "emissora dos esportes", com o projeto executado pelo então empossado diretor-geral Paulo Machado de Carvalho Filho.

### 1949–1976
Antônio Augusto Amaral de Carvalho, conhecido pelo apelido de Tuta, filho caçula de Paulo Machado de Carvalho, inicia a sua carreira em 1949, quando se tornou um estagiário da Rádio Panamericana. Já em 1951, Tuta se tornou o diretor-geral da rádio, ocupando a função que antes era de seu irmão, Paulinho. Tuta ficou no cargo até 1953, quando foi convidado por seu pai para ser diretor da então futura TV Record, canal 7 de São Paulo. O radialista Casimiro Pinto Neto, que era diretor do departamento comercial da emissora, assumiu a função no lugar de Tuta.:48
Ainda em 1951, a emissora fez a sua primeira mudança de endereço. A rádio sai da Rua São Bento e se instala em um prédio na Rua Riachuelo, número 275, 13.° andar, que fica no mesmo bairro. :30 A emissora mudaria de endereço novamente três anos mais tarde, em 1954, para um prédio no número 713 da Avenida Miruna, no mesmo bairro onde se concentrava as sedes das empresas que compunham as Emissoras Unidas.
A direção da emissora volta a ser administrada por Tuta a partir de 1964. Mesmo reassumindo a direção da Panamericana, Tuta continuou atuando na TV Record até 1973. A rádio começou a sofrer uma grande transformação a partir de então. Já no ano seguinte, em 1965, surge o atual nome fantasia da rádio, "Jovem Pan". O nome foi dado por Paulo Machado de Carvalho, e foi escolhido pelo termo "jovem" ser uma tendência para diversos nomes usados durante a década de 1960, tal como ele foi aplicado no título do movimento conhecido como Jovem Guarda. Junto com a mudança de nome, os artistas dos festivais musicais organizados pela TV Record a partir de então passaram a influenciar a programação da emissora, que foi reestruturada devido a problemas financeiros. Em 1973, Tuta adquiriu a totalidade das ações da emissora que pertencia aos seus irmãos, Paulo Machado de Carvalho Filho e Alfredo de Carvalho, o que o fez assumir o controle de rádio de vez.

Anúncio publicado no jornal O Estado de S. Paulo, falando da estreia da Jovem Pan FM (então Jovem Pan 2).

A emissora, em 1976, preparava-se para uma nova mudança de endereço, dessa vez para o número 807, no edifício Sir Winston Churchill, localizado na já movimentada Avenida Paulista. Com a mudança, foi inaugurada a nova antena transmissora da rádio, no topo do edifício, e no dia 1 de julho de 1976, a Jovem Pan 2, na frequência de 100.9 MHz. O projeto que foi executado pelo filho de Tuta, Antônio Augusto Amaral de Carvalho Filho, o Tutinha. Assim, Tuta tomava conta da programação da rádio AM, enquanto seu filho formatava o que seria a rádio FM.

### Década de 1990
A Jovem Pan iniciou a década de 1990 com a inauguração da TV Jovem Pan, canal 16 UHF de São Paulo. A emissora recebeu a concessão do canal das mãos do então presidente em exercício, José Sarney, em 1987. Tuta fundou a emissora em sociedade com o empresário João Carlos Di Genio, dono do Grupo Objetivo, e teve a sua sede, estúdios e transmissores instalados no bairro da Barra Funda. Após brigas com Di Genio, que desconfiava que a compra dos equipamentos da emissora foi superfaturada, Tuta saiu da sociedade e posteriormente as instalações da TV Jovem Pan foram vendidas para a Rede Record de Edir Macedo.
Outros sócios da TV Jovem Pan incluíam também o então diretor vice-presidente da rádio, Fernando Luiz Vieira de Mello, e posteriormente, Hamilton Lucas de Oliveira, presidente da Indústria Brasileira de Formulários (IBF). Hamilton Lucas de Oliveira entrou na sociedade após Fernando Luiz Vieira de Mello desistir do negócio. Ele já havia comprado diversas empresas de comunicação, e tendo a compra da Rede Manchete do Grupo Bloch a mais notável delas. Após o envolvimento da IBF no esquema de PC Farias, que foi só mais um dos casos que compunham o escândalo de corrupção do governo de Fernando Collor de Mello, Hamilton Lucas vendeu suas ações para João Carlos Di Genio, que se tornou o único sócio. Di Genio, após ser proibido de usar o nome "Jovem Pan" na emissora, mudou o nome para Canal Brasileiro da Informação (CBI), e fechou contrato para vender horários da programação para o Shop Tour. Após o fim do contrato com a empresa, a CBI se tornou a Mega TV.
Já em 1993, a emissora deu início ao projeto de rede, chamado de "Jovem Pan Sat", que começou a ser implantado em 1994. A Jovem Pan Sat foi uma das primeiras redes de rádio com sinal de áudio totalmente digital, transmitindo via satélite para várias regiões do país. A Jovem Pan FM de Piracicaba, cidade do interior de São Paulo, foi uma das primeiras emissoras da rede.

### Décadas de 2000 e 2010
O Sistema Globo de Rádio, que é uma subsidiária do Grupo Globo (à época era conhecida como Organizações Globo), tinha uma emissora própria de rádio em Brasília, que transmitia a programação da rede de notícias CBN em AM 750 kHz. A  emissora foi vendida para a Jovem Pan em fevereiro de 2000 por 3,5 milhões de reais e foi renomeada como rádio Jovem Pan Brasil. No ano seguinte, a empresa adquiriu a Rádio Brasil Novo AM 900 kHz de São José do Rio Preto, cidade do interior do estado de São Paulo.  
No ano de 2003, surgiu na imprensa informações de que o presidente da Jovem Pan FM, Tutinha, estava negociando com as redes de televisão uma versão televisiva do programa Pânico, exibido pela rádio desde 1993. A maioria delas acabou recusando a proposta apresentada por Tutinha. Sendo assim, a rádio acabou fechando uma parceria com a novata RedeTV!, lançando o Pânico na TV. A versão radiofônica já era exibida com vídeo pela internet. O humorístico estreou em 28 de setembro de 2003, e fez com que a RedeTV! marcasse números expressivos de audiência, segundos dados do Ibope, chegando a vencer uma das maiores audiências da época, o Domingo Legal (SBT), que tinha, até então, uma briga fervorosa com o Domingão do Faustão (Globo), fazendo com que o Pânico se tornasse a maior audiência entre os programas exibidos pela RedeTV!.
Com o anúncio de que a então presidente da república, Dilma Rousseff, iria sancionar um decreto em que as emissoras que operam em onda média (AM) iriam migrar para a faixa do rádio FM, a Jovem Pan apresentou um novo projeto de rádio de notícias, a Jovem Pan News, que substituiu a antiga programação que era transmitida em emissoras que fazem parte da rede AM. A emissora foi inaugurada em 7 de outubro de 2013, e inicialmente era transmitida apenas para a internet. Só a partir de 2 de dezembro, as emissoras próprias da Jovem Pan nas cidades de São José do Rio Preto e Brasília passaram a fazer parte da nova rede, quando o decreto da migração das rádios já havia sido sancionado.
No ano seguinte, deu-se início a expansão da Jovem Pan News, que passou a contar com novas afiliadas, sendo uma das primeiras a rádio Jovem Pan News de Vitória, capital do Espírito Santo. A emissora também foi a primeira a iniciar os testes para a migração do rádio AM para o FM estendido. Em algumas regiões metropolitanas, como no caso de São Paulo, as emissoras que operam em AM devem migrar para uma nova faixa comercial de FM chamada de banda estendida entre 76 e 88 MHz, já que não há espaço nas tradicionais frequências de 88-108 MHz. A migração nessa banda começou apenas em maio de 2021, após o desligamento do sinal aberto de televisão analógico, já que ele ocupa essas frequências nos canais 5 e 6. A Jovem Pan News São Paulo foi transmitida em 84.7 MHz em caráter experimental entre 2014 e 2015, repetindo a programação do AM 620 kHz.

### Década de 2020
Em 15 de abril de 2021, o CEO do Grupo Jovem Pan, Tutinha, anunciou planos para a criação de um novo canal de televisão, chamado de 24: News Jovem Pan, que levaria o conteúdo multiplataforma produzido pela rádio para a televisão, tendo 16 horas de produções próprias, e mais 8 horas de programas retransmitidos da rádio. O empresário afirmou ainda que o canal estaria disponível via satélite para antenas parabólicas, e estava também negociando a entrada em pacotes de televisão por assinatura, a partir de maio daquele ano. O canal de televisão por assinatura TV Jovem Pan News estreou em 27 de outubro de 2021, com sua programação baseada na rede de rádio jornalística homônima.
Em novembro de 2022, a Jovem Pan News AM 900 de São José do Rio Preto concluiu a sua migração para o FM 93,1 MHz e afiliou-se a rede Jovem Pan FM.
No dia 9 de janeiro de 2023, Tutinha anunciou que renunciaria ao cargo de presidente do grupo, sendo substituído por Roberto Araújo, que até então era CEO da Rádio Jovem Pan. Tutinha permanece na Jovem Pan apenas como acionista. No mesmo dia, o Ministério Público Federal (MPF) anunciou uma abertura de inquérito contra a empresa, sob acusação de divulgação de notícias falsas e de incentivar os atos antidemocráticos, sendo estes após às eleições de 2022 e na invasão à Praça dos Três Poderes. Na ação, foi solicitado o cancelamento das outorgas de rádio e TV da empresa pelo uso indevido dos meios de comunicação para o incentivo aos atos.
Em 3 de abril do mesmo ano, a Jovem Pan News São Paulo estreou na faixa de FM estendido nos 76,7 MHz. Cinco meses depois, em 7 de setembro, a emissora deixou de existir para dar lugar a Classic Pan, emissora de formato adulto contemporâneo. A programação jornalística e esportiva da rede Jovem Pan News continua sendo parcialmente transmitida apenas na Jovem Pan FM São Paulo.
O ano de 2024 marcou a migração completa das emissoras AM para FM com o desligamento dos transmissores de São Paulo (620 kHz, embrião do Grupo Jovem Pan) em agosto e de Brasília (750 kHz) em outubro, que atualmente opera em 107,5 MHz.Em 4 de novembro, Antônio Augusto Amaral de Carvalho, criador da Jovem Pan e ex-presidente do grupo, morreu aos 93 anos.
Em 5 de março de 2025, o grupo lançou oficialmente a rede Classic Pan com a afiliada FM 105,9 de Sorocaba.

## Empresas
A rede Jovem Pan SAT possui afiliadas em todas as regiões do Brasil, em sua maioria transmitidas em AM e FM, sendo a maior rede de rádios do Brasil em quantidade de emissoras afiliadas e em número de ouvintes. Segundo o portal Comunique-se, em 2014, a Jovem Pan FM era a sexta maior rádio do mundo.
Além das afiliadas, a Jovem Pan possui quatro emissoras próprias localizadas nas cidades de São Paulo, São José do Rio Preto, Brasília e Águas Lindas de Goiás. A Jovem Pan conta também com presença em canais nas operadoras de TV por assinatura Oi TV e Sky.
- Rede Jovem Pan
  - Jovem Pan FM
  - Jovem Pan News
  - Classic Pan
  - PanFlix
  - TV Jovem Pan News
- Live Branded Content
- Investimentos
  - BBL e-Sports
  - Vetor Zero
    - Estúdio Lobo
    - Vetor Filmes
    - Vetor Lab

## Controvérsias

### Acusações de notícias falsas
Segundo o balanço do Radar Aos Fatos de 26 de fevereiro de 2021, a Joven Pan e outros veículos de comunicação ajudaram a impulsionar desinformação sobre a pandemia de Covid-19 ao publicar entrevistas com médicos no YouTube  defendendo medicamentos sem nenhuma eficiência comprovada ou com críticas ao uso de máscaras. Em março de 2021, Ana Paula Henkel divulgou na Jovem Pan informações distorcidas sobre o número de mortes de pessoas vacinadas no Brasil. Em agosto de 2021, a CPI da COVID-19 pede a quebra se sigilo bancário da rádio Jovem Pan e de blogueiros e sites bolsonaristas para investigar a divulgação de notícias falsas.

### Canal de TV aberta
Em 6 de julho de 2021, foi anunciado que o Grupo Jovem Pan lançaria um canal de TV aberta que iria ocupar o lugar da Loading, canal 32 em São Paulo. Sua estreia iria ocorrer no segundo semestre de 2021. Em 6 de julho, sites especializados deram a informação de que as negociações para uma parceria com o Grupo Jovem Pan estavam prestes a serem concluídas, enquanto Tutinha anunciou que a programação da nova TV Jovem Pan News poderia estrear em agosto ou setembro de 2021. No entanto, a quarta turma do Tribunal Regional Federal da 3ª região teria anulado em novembro de 2020, exatos um mês antes da estreia da Loading, a transferência das concessões dos canais de televisão pertencentes a Abril Radiofusão S/A para a Spring Televisão S/A. Além disso, a União deveria realizar uma nova oferta para as concessões da extinta MTV Brasil, tal qual o decreto do então presidente Michel Temer, assinado em outubro de 2016, teria perdido validade. A emissora só conseguiu se manter no ar graças a uma liminar de pedido de revisão da condenação pedida pelo Ministério Público Federal (MPF), cedida pela justiça. Em 19 de agosto, é dada a sentença final de cassação das concessões da Abril e Spring e a devolução da outorga ao Ministério das Comunicações.